# Alboin
Alboin (* vor 526; † 28. Juni 572 oder 573 in Verona) entstammte als Sohn von Audoin der Familie der Gausen. Er folgte seinem Vater zwischen 560 und 565 als König der Langobarden, die damals in Pannonien siedelten. 567 besiegte er im Bund mit den Awaren den Stamm der Gepiden und tötete deren König Kunimund. Bereits 568 verließ er mit seinem Volk Pannonien und zog mit ihm und Kontingenten anderer Völkerschaften wie den Sachsen nach Italien, wo er das Langobardenreich gründete. Bis zu seinem Tod eroberte er den Großteil Norditaliens und Teile Mittelitaliens. Er wurde auf Veranlassung seiner Gemahlin Rosamunde, einer Tochter Kunimunds, ermordet.

Das Reich der Langobarden um 572

## Leben

### Abstammung und frühes Leben
Die wichtigste Quelle zu Alboin ist die Historia Langobardorum des Paulus Diaconus. Alboin war ein Sohn des Langobardenkönigs Audoin und dessen erster Gemahlin Rodelinde. Während Audoins Herrschaft siedelten die Langobarden u. a. in einem Teil Pannoniens. Audoin lag ständig in Konflikt mit seinen östlichen Nachbarn, den Gepiden, und schloss um 548 einen Bündnisvertrag mit dem byzantinischen Kaiser Justinian I., der den Langobarden weitere Gebiete in Noricum und Südpannonien zuwies.
552 drang Audoin mit einer Armee auf das Territorium der Gepiden vor und schlug die Streitkräfte von deren König Turisind in der Schlacht auf dem Asfeld. Alboin nahm an dieser militärischen Auseinandersetzung teil und zeichnete sich hier erstmals kriegerisch aus. Er tötete mit seinem Schwert eigenhändig Turisinds Sohn Turismod, woraufhin die gepidischen Truppen die Flucht ergriffen. Als langobardische Adlige ihren König nach der Rückkehr ersuchten, Alboin am Siegesfest teilnehmen zu lassen, erinnerte Audoin sie an ihren Brauch, dass der Sohn des Königs erst dann das Recht habe, an der Tafel seines Vaters zu sitzen, wenn er Waffen aus der Hand des Königs eines fremden Volks erhalten habe. Sofort zog Alboin mit 40 mutigen Gefährten an den Hof Turisinds. Dieser nahm Alboin gastfreundlich auf und übergab ihm trotz der schmerzlichen Erinnerung an seinen gefallenen Sohn und des Zorns seines zweiten Sohns Kunimund die Waffen Turismods. Dabei schlichtete Turisind auch einen Streit zwischen Kunimund und Alboin, der Eskalationsgefahr barg. Nach dieser Tat durfte Alboin schließlich der Tischgenosse seines Vaters werden. Diese Episode scheint teilweise dem Bereich der Sagen über Alboin zu entstammen. Sie offenbart die Bedeutung tradierter Verhaltensregeln für den langobardischen Adel sowie die Wichtigkeit des Zeigens von Mut und Kampfesbereitschaft für die Erlangung von Prestige. Ferner demonstriert sie, dass auch ein Königssohn sich erst durch Bewährung in Taten für die Nachfolge als Herrscher qualifizieren musste.
In den letzten Jahren der Herrschaft Audoins verschlechterten sich seine Beziehungen zum Byzantinischen Reich und er bemühte sich um eine Annäherung an die fränkischen Merowinger. Er verlobte daher Alboin mit Chlodoswinth, einer Tochter des Frankenkönigs Chlothar I. Die Heirat des Paars fand zwischen 555 und Chlothars Tod 561 statt. Unsicher ist, ob noch Audoin seinen Sohn mit der fränkischen Prinzessin verheiratete oder ob – wie Frank Martin Ausbüttel annimmt – Alboin die Ehe mit Chlodoswinth erst kurz nach seinem Regierungsantritt nach dem um 560 erfolgten Tod Audoins schloss. Als „Chlothsinda“, wie Gregor von Tours sie nennt, Alboin heiratete, nannte ihn der fränkische Chronist „rex“  und stellte ihn damit auf die gleiche Stufe wie den Merowingerkönig,
Bischof Nicetius von Trier forderte Chlodoswinth brieflich auf, ihren dem arianischen Glauben anhängenden Gatten zum Katholizismus zu bekehren. Diesen Wunsch konnte die Königin aufgrund ihres frühzeitigen Todes († vor 568) nicht erfüllen. Sie gebar Alboin aber eine Tochter namens Albswinth.

### König

#### Vernichtung des Gepidenreichs
Nachdem Alboin den Thron bestiegen hatte, kühlten die einige Jahre friedlichen Beziehungen zu den Gepiden deutlich ab. Inzwischen war Turisinds Sohn Kunimund neuer gepidischer König geworden. 566 unternahm Alboin eine Offensive gegen sein Nachbarvolk, unterlag aber. Kunimund erhielt nämlich Militärhilfe vom byzantinischen Kaiser Justin II., indem dessen Feldherr Baduarius mit neu rekrutierten Truppen Alboins Streitkräfte schlug. Der Langobardenkönig fand einen neuen Bündnispartner in den Awaren, die unter der Herrschaft des Khagans Baian standen und weiter in die oströmischen Provinzen auf dem Balkan vordrangen. Alboin musste aber hohe Forderungen Baians akzeptieren, dem er die Lieferung von einem Zehntel des langobardischen Viehbestands zusagte, ferner die Hälfte der auf dem geplanten Feldzug gegen Kunimund gemachten Beute sowie die Überlassung des gesamten eroberten Territoriums der Gepiden. Alboin konnte auch Justin II. zur Neutralität im bevorstehenden Krieg verpflichten, da der Kaiser darüber gram war, dass Kunimund nicht wie versprochen die Stadt Sirmium an die Oströmer abgetreten hatte. Daraufhin griffen die Streitkräfte Alboins und Baians 567 gleichzeitig die Gepiden an. Letztere stellten sich zuerst den langobardischen Truppen zum Kampf, erlitten aber auf dem in der Ebene zwischen Theiß und Donau gelegenen Schlachtfeld eine schwere und entscheidende Niederlage. Alboin tötete dabei Kunimund und ließ aus der Hirnschale von dessen abgeschlagenem Haupt einen Becher herstellen. Der Ausgang des Kriegs bewirkte den Untergang den Gepidenreichs. Unter anderem geriet Kunimunds Tochter Rosamunde in langobardische Gefangenschaft. Da seine erste Gemahlin nicht mehr lebte, ging Alboin nun eine zweite Ehe mit Rosamunde ein. Laut dem byzantinischen Historiker Theophylaktos Simokates hatte der Langobardenkönig angeblich Rosamunde schon früher geliebt und vergeblich zu entführen versucht.

#### Zug nach Italien
Trotz ihres bedeutenden Siegs über die Gepiden gaben die Langobarden bereits im nächsten Jahr 568 ihre bisherigen Wohnsitze auf und zogen südlich nach Italien. Zu den Gründen für dieses paradox erscheinende Verhalten wurden verschiedene Hypothesen vorgetragen. Paulus Diaconus behauptete, dass der greise oströmische Feldherr Narses aus Groll über seine Abberufung aus Italien durch Kaiser Justin II. die Langobarden durch Boten zum Einmarsch in Italien eingeladen habe. Die Äcker der Apenninhalbinsel seien wesentlich ertragreicher als die kargen Felder in Pannonien. Diese Aussage habe er durch die Übersendung italienischen Obstes und anderer Agrarprodukte unterstrichen. Alboin habe zugestimmt, die Sachsen um Militärhilfe bei dem geplanten Unternehmen ersucht und von den Awaren ein Heimkehrrecht für sein Volk in dessen bisheriges Territorium im Fall seines Rückzugs aus Italien erwirkt.
Der Historiker Frank Martin Ausbüttel hält diese von Paulus Diaconus gebrachte Motivierung von Alboins Italienzug für unhistorisch. Er weist u. a. darauf hin, dass zeitgenössische Quellen Narses’ angebliche Einladung der Langobarden nicht erwähnen und dass nach dem Tod des Feldherrn 574 dessen Leichnam ehrenvoll nach Konstantinopel gebracht und dort beigesetzt wurde, was gegen einen von Narses begangenen Verrat an den italienischen Interessen des byzantinischen Hofs spricht. Auch die Theorie, dass die Langobarden wegen eines starken Drucks der mächtiger werdenden Awaren nach Italien ausgewichen wären, wird von Ausbüttel verworfen. Dies sei aufgrund des weiterhin guten Verhältnisses der Langobarden zu den Awaren und der gestärkten Position Alboins durch seinen Sieg über die Gepiden unwahrscheinlich. Ähnlich ablehnend urteilt Mischa Meier über die beiden erwähnten Erklärungsversuche der Wanderungsbewegung der Langobarden.
Bezüglich der Bewertung von Alboins Italienzug meint Ausbüttel, dass es sich zunächst nicht um eine feindliche Invasion gehandelt habe, sondern dass Alboin und sein Volk mit der stillen Zustimmung der in Italien stationierten byzantinischen Befehlshaber einmarschiert seien. Er verweist hierbei auf Ergebnisse archäologischer Forschungen, nach denen die Ankunft der Langobarden in Norditalien ohne die Verwüstung von Festungen und ohne Kämpfe gegen byzantinische Heere vonstattenging. Alboin habe in der Besetzung reichen und fruchtbaren italienischen Gebiets ein lohnendes Ziel für seine nicht nur aus Langobarden, sondern auch aus Angehörigen anderer Stämme zusammengesetzte Armee gesehen und gleichzeitig an die damit verbundene Steigerung seines Ruhms gedacht. Mischa Meier vertritt hingegen bezüglich des nahezu ungehinderten Einmarschs Alboins die Ansicht, dass die in Italien operierenden oströmischen Truppen nicht zu einer flächendeckenden Verteidigung fähig gewesen seien. Dazu trugen verheerende Seuchen und Hungersnöte sowie die Zerstrittenheit der byzantinischen Führung bei. Hinsichtlich der Motive für Alboins Italienzug nimmt Mischa Meier an, dass Alboins Stellung als König u. a. wegen seiner fehlenden Blutsverwandtschaft mit der vor Audoin herrschenden Dynastie der Lethinger prekär war und dass er die nach Kunimunds Tod führungslosen gepidischen Krieger, die von ihm Versorgung erwarteten, an sich zu binden versuchen musste. Letzteren habe er durch den Italienzug gewinnbringende Perspektiven eröffnen wollen, und auch die Heirat Rosamundes habe der Bindung der Gepiden an seine Person gedient. Der Zug auf die Apenninhalbinsel habe Alboin als kriegstüchtigen und energischen Anführer erweisen und hierdurch seine Herrschaft festigen sollen.
Die Abwanderung aus ihrem bisherigen Siedlungsgebiet begannen die Langobarden zur Zeit des Osterfestes im April 568. Am Zug nach Italien beteiligte sich fast die gesamte langobardische Bevölkerung, ferner Provinzialrömer Pannoniens und Noricums, besiegte Gepiden, Gruppen von Sueben, Sarmaten und Bulgaren sowie rund 20.000 Sachsen, während ein kleiner Teil der Langobarden wohl in Pannonien verblieb. Die Gesamtzahl der Teilnehmer an Alboins Zug dürfte 100.000 bis 150.000 Personen, darunter etwa 20.000 Krieger, betragen haben. Vermutlich brach diese große Menschenmenge vom Westufer des Plattensees auf und marschierte auf alten Römerstraßen an den Julischen Alpen vorbei über den Isonzo nach Cividale, das mitsamt dessen Umgebung im Herbst 568 besetzt wurde.

#### Gründung des Langobardenreichs in Italien
Nach dem Erreichen von Cividale del Friuli verbrachten Alboin und sein Volk dort den strengen Winter 568/569. Der Langobardenkönig setzte seinen Neffen Gisulf I. als dux des Herzogtums Friaul mit der Hauptstadt Cividale ein. Gisulf sollte die Region gegen etwaige byzantinische oder awarische Angriffe verteidigen. Er bedang sich von Alboin aus, dass er einige von ihm ausgewählte, militärisch organisierte Verwandtschaftsverbände (farae) zu seiner Unterstützung in Friaul ansiedeln durfte. Im Frühjahr 569 stieß Alboin mit seinem Heer nach Aquileia vor, das er widerstandslos besetzen konnte. Der Patriarch Paulus I. von Aquileia war mit seinen Geistlichen und dem Kirchenschatz in das auf einer Insel gelegene Grado in byzantinisch kontrolliertes Gebiet geflohen. Anschließend zogen Alboins Truppen auf der Via Postumia in westlicher Richtung durch Venetien und trafen beim Überschreiten des Piave mit dem Bischof Felix I. von Treviso zusammen. Alboin garantierte Felix in einer Urkunde die Sicherheit und den Schutz von dessen Bistum und Kirchengütern. Über Treviso, Vicenza, Verona und Brescia stießen die langobardischen Krieger rasch nach Bergamo vor; alle diese Städte fielen in ihre Hand. Hingegen leistete Oderzo anhaltenden Widerstand und wurde von den Langobarden umgangen. Auch einige andere, etwas südlich von Alboins Zug gelegene Städte wie Altinum, Padua, Monselice, Mantua und Cremona blieben byzantinisch.
Alboins Einfall in Venetien löste mehrere Flüchtlingsströme aus, die vom langobardisch besetzten Gebiet auf die von den Byzantinern gehaltenen Küstenregionen und Laguneninseln zogen und neue Städte wie Torcello gründeten. In der Folge drang Alboins Heer von Bergamo südwestlich vor. Der Langobardenkönig konnte am 3. September 569 seinen Einzug in Mailand halten. Der vicarius Italiae, Erzbischof Honoratus von Mailand, der Klerus und ein Teil der Laien flohen aus der Stadt in das unter byzantinischer Kontrolle stehende Genua. Dennoch bewirkte der Langobardeneinfall in Norditalien keine grundlegende Änderung der Kirchenorganisation. Alboin betrachtete sich nach seinem Einzug in Mailand als Herr Italiens und datierte von diesem Zeitpunkt an die Jahre seiner Herrschaft über Italien. Er beherrschte nun weite Teile der nördlichen Poebene.
Nach der Inbesitznahme von Mailand gingen die meisten Städte Liguriens zu Alboin über; nur einige Küstenstädte wie Genua waren zu diesem Schritt nicht bereit. Ab 570 drangen größere langobardische Verbände nach Mittelitalien vor. So durchzogen solche Trupps Tuszien, dessen nördlichen Teil sie mit Ausnahme der Küstenregion dauerhaft besetzten, und rückten bis Rom vor. Letztgenannte Stadt bewahrte indessen ihre Unabhängigkeit, ebenso Ravenna. Andere Verbände folgten der Via Aemilia in südöstlicher Richtung, umgingen Piacenza, Reggio nell’Emilia und Modena, zerstörten Imola und zogen entlang der Via Flaminia weiter. Gleichzeitig marschierten weitere langobardische Einheiten wohl auf Initiative ihrer jeweiligen Anführer über Gebirgsstraßen durch Umbrien und Kampanien. Dabei okkupierten sie das Gebiet von Spoleto, wo Faroald um 570 – spätestens aber während des langobardischen Interregnums (574–584) – erster dux des neueingerichteten Herzogtums Spoleto wurde, und weiter südlich jenes von Benevent, wo Zotto um 571 zum ersten Herzog von Benevent aufstieg. Insgesamt entstanden im Lauf der Zeit 35 langobardische Ducate.
Den ersten überlieferten hartnäckigen Widerstand gegen die langobardische Invasion leistete Pavia, das angeblich bis 572 einer dreijährigen Belagerung standhielt. Eine derartig lang andauernde Verteidigung hält der Historiker Frank Martin Ausbüttel für unglaubwürdig. Alboin soll über die hartnäckige Opposition der Stadt so verärgert gewesen sein, dass er schwor, nach der Einnahme Pavias alle Einwohner töten zu lassen. Schließlich musste Pavia wegen einer Hungersnot kapitulieren. Als Alboin durch das Osttor der Stadt einzog, sei sein Pferd laut dem Bericht des Paulus Diaconus unter ihm gestürzt und habe sich erst wieder erhoben, nachdem er auf die Aufforderung eines seiner Begleiter seinen Eid zur Tötung aller Einwohner der Stadt widerrief. Alboin ritt dann zum Palast, den der Ostgotenkönig Theoderich der Große hatte errichten lassen, und bezog dort seine Residenz. Die Stadt entwickelte sich im Laufe der Zeit zum wichtigsten Hauptort des Langobardenreichs. Dagegen wählte Alboin Verona als Sitz seines Hofs.
In wenigen Jahren hatten die Langobarden somit weitgehend den nördlichen und mittleren Teil des von den vorangegangenen Gotenkriegen Justinians verwüsteten Italiens erobert. Alboin konnte jedoch als König keine starke Zentralgewalt über sein Reich in Italien ausüben. So hatten sich seinem Zug nicht nur Langobarden, sondern auch andere Stämme angeschlossen, von denen zumindest die Sachsen ihre Eigenständigkeit nicht verlieren wollten und sich deshalb bereits 573 auf den Weg in ihre Heimat machten. Die langobardischen Herzöge wiederum gewannen schnell größere Macht und betrachteten sich als dem König ebenbürtig.
Alboin konnte auch nicht die seit 569 alljährlich durchgeführten Einfälle plündernder langobardischer Verbände ins zum Frankenreich gehörige Burgund verhindern. Dies führte zum Bruch der fränkisch-langobardischen Freundschaft und zur Annäherung der Franken an das Byzantinische Reich, die um 571 durch den Abschluss eines auf merowingischer Seite durch König Guntram I. vereinbarten Bündnisses besiegelt wurde. Nach dem um 571 bei Embrun errungenen Sieg von Guntrams Feldherr Mummolus über erneut angreifende langobardische Trupps wurden deren Einfälle eine Zeitlang unterbunden.

### Tod
572 (oder vielleicht erst 573) fiel Alboin einer Verschwörung in seiner engeren Umgebung zum Opfer und wurde ermordet. Die Hintergründe und Details dieses Komplotts sind aufgrund widersprüchlicher Überlieferung umstritten. Zunächst finden sich knappe Erwähnungen von Alboins Tod in Chroniken und Geschichtswerken. Marius von Avenches, ein Zeitgenosse des Geschehens, rückt in seiner Chronik Helmichis, der laut Paulus Diaconus Alboins Waffenträger war, als Täter in den Vordergrund. Helmichis arbeitete laut Marius mit anderen Langobarden zusammen und tötete Alboin in Verona im Einverständnis mit dessen Gattin Rosamunde. Der Chronist nennt aber Alboins Gattin nicht namentlich. Er führt ferner aus, dass Helmichis nach dem Mord an Alboin die königliche Witwe zur Gemahlin nahm und mit ihr und dem langobardischen Königsschatz nach Ravenna flüchtete. Über die persönlichen Motive des Helmichis für seine Tat sowie über sein und Rosamundes weiteres Schicksal wird von Marius nichts verlautet. Gregor von Tours verfasste bald nach Marius von Avenches in seinem Geschichtswerk ebenfalls einen Bericht über den Mord an Alboin. Laut seiner Darstellung habe Rosamunde den König vergiftet, weil sie ihn als Mörder ihres Vaters hasste; auch habe ihre Liebe zu einem Diener eine Rolle gespielt. Danach habe sie mit ihrem Geliebten das Weite gesucht, doch seien beide ergriffen und getötet worden. Mit der Giftversion steht Gregor von Tours unter den antiken Quellen allein da.  In der um 590 niedergeschriebene Chronik des Johannes von Biclaro wird Rosamunde als hauptsächliche Urheberin des Königsmords angeführt, der durch Gefolgsleute Alboins des Nachts ausgeführt worden sei; das Motiv der Königin hierfür bleibt unerwähnt. Des Weiteren berichtet der Chronist über Rosamundes Flucht mit dem Königsschatz in das im byzantinischen Machtbereich gelegene Ravenna. Ein um 625 schreibender Fortsetzer der Chronik des Prosper Tiro von Aquitanien erwähnt ebenfalls die Tötung Alboins in Verona. Rosamunde soll Ehebruch mit Helmichis begangen und diesen zum Attentat auf den König angestiftet haben. Der Versuch des Helmichis, als Usurpator den Thron zu besteigen, sei am Widerstand der Langobarden gescheitert. Danach wird die Flucht des Paars nach Ravenna erwähnt. Die aus dem Ende des 7. Jahrhunderts stammende Origo Gentis Langobardorum (Kapitel 5) führt einen Peredeo erstmals als zusätzlichen Hauptbeteiligten am Attentat an.
Am ausführlichsten berichtet Paulus Diaconus über den Mord an Alboin, doch handelt es sich bei ihm um eine späte Quelle. Seine Darstellung ist legendenhaft ausgeschmückt. Demnach habe Alboin im Palast in Verona bei einem Gastmahl nach reichlichem Alkoholkonsum seine Gattin Rosamunde gezwungen, aus der zum Becher umgeformten Hirnschale des ermordeten Königs Kunimund „fröhlich mit ihrem Vater Wein zu trinken“. Dies habe Rosamunde so empört, dass sie mit Hilfe von Alboins Waffenträger Helmichis einen Plan zur Ermordung des Königs schmiedete, um den Tod ihres Vaters zu rächen. Mit List habe sie einen tapferen Langobarden, Peredeo, zur Teilnahme an dem Attentat erpresst und das Schwert des Königs, als dieser zu Mittag schlief, am Kopfende seines Bettes festgebunden. So habe Alboin, als er beim Eintritt seines Mörders Helmichis aus dem Schlaf erwachte, das Schwert nicht aus der Scheide ziehen und sich nur mit einem Schemel verteidigen können, sei aber bald erdolcht worden. Rosamunde und Helmichis, die danach heirateten. seien mit dem Königsschatz nach Ravenna geflohen, wo der byzantinische Exarch Longinus Rosamunde zum Mord an Helmichis angestiftet habe. Als aber Helmichis die Wirkung des Gifttranks seiner Geliebten verspürte, habe er sie gezwungen, den Rest auszutrinken; so seien beide gestorben.
Paulus Diaconus behauptet, dass er die zum Becher umfunktionierte Hirnschale Kunimunds angeblich noch fast 200 Jahre nach Alboins Tod am Hof des Langobardenkönigs Ratchis sah. Bei seiner Erzählung bleibt vieles unklar, etwa die Aufgabenverteilung zwischen Helmichis und Peredeo. Sinnvoll wäre die Einbeziehung des Letzteren in das Komplott nur dann, wenn er, wie die Anfang des 9. Jahrhunderts verfasste Historia Langobardorum Codicis Gothani ausführt, Alboins Kämmerer war und ihm daher der Zutritt in das Schlafzimmer des Königs oblag. In diesem Fall wäre es Peredeo – und nicht Rosamunde – gewesen, der Helmichis die Tür zu Alboins Kammer öffnete. Möglicherweise verwendete Paulus Diaconus noch damals kursierende langobardische Sagen und Heldenlieder, die keine historisch zuverlässige Überlieferung boten, teilweise als Quellen für seine Erzählung. Als gesicherte Fakten dürften sich nur konstatieren lassen, dass Rosamunde wohl aus Rache für ihren Vater Urheberin des Mordes an Alboin war, dessen Mörder daraufhin ehelichte und zur Flucht nach Ravenna genötigt war. Der langobardische Königsschatz gelangte in den Besitz des Exarchen Longinus, der ihn nach Konstantinopel verbrachte.
Nachfolger Alboins als König der Langobarden wurde Cleph. Unter ihm war die Königsherrschaft allerdings wesentlich schwächer. Die langobardischen Herzöge, insbesondere die von Friaul, Spoleto und Benevent regierten weitgehend unabhängig vom König. Die Aufteilung Italiens in den langobardischen Norden, die starken Herzogtümer der Mitte und den byzantinischen Süden, die sich während Alboins Herrschaft und kurz nach seinem Tod herausbildete, legte den Grundstein für die Aufteilung Italiens, die bis ins 19. Jahrhundert anhielt.

## Rezeption

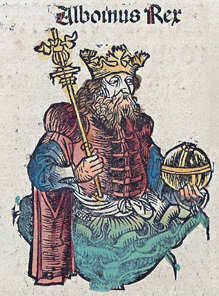
Darstellung Alboins in der Schedelschen Weltchronik, 1493

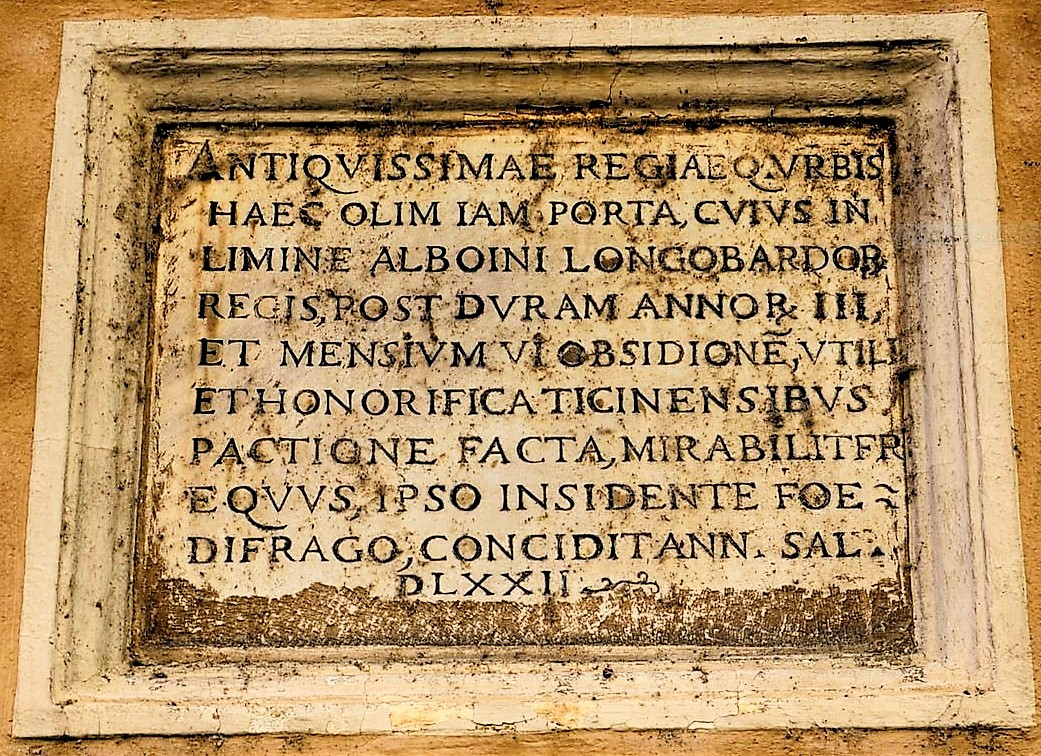
Gedenktafel zur Erinnerung an Alboins Belagerung und Einzug in Pavia sowie die wundersame Verschonung der Stadt aus dem Jahr 572

Eine Gedenktafel für ihn fand Aufnahme in die Walhalla bei Regensburg. Zur Erinnerung an Alboin wurde in Berlin-Schöneberg ein Gartendenkmal als Alboinplatz bezeichnet.
1962 gab es in Italien eine Verfilmung von Carlo Campogalliani unter dem Titel Alboin, König der Langobarden (im Original Rosmunda e Alboino). Sie konzentriert sich auf die Auseinandersetzungen mit den Gepiden und stellt die Beziehung zu einer Königstochter in den Mittelpunkt. Als Schauspieler sieht man Jack Palance, Eleonora Rossi Drago, Guy Madison und Mirella d’Angelo.